# Club Universidad Nacional 2022-2023
Questa voce raccoglie le informazioni riguardanti il Club Universidad Nacional nelle competizioni ufficiali della stagione 2022-2023.

## Maglie e sponsor
Lo sponsor tecnico per la stagione 2022-2023 è Nike, mentre lo sponsor ufficiale è DHL.
| 1ª divisa | 2ª divisa | 3ª divisa |

## Rosa
| N. |                      | Ruolo | Calciatore                |
| -- | -------------------- | ----- | ------------------------- |
| 1  | Messico (bandiera)   | P     | Julio González            |
| 2  | Messico (bandiera)   | D     | Pablo Bennevendo          |
| 3  | Messico (bandiera)   | C     | José Galindo              |
| 4  | Messico (bandiera)   | D     | Jonathan Sánchez          |
| 6  | Messico (bandiera)   | C     | Marco García              |
| 7  | Brasile (bandiera)   | A     | Diogo                     |
| 8  | Brasile (bandiera)   | C     | Higor Meritão             |
| 9  | Argentina (bandiera) | A     | Juan Dinenno              |
| 10 | Argentina (bandiera) | A     | Eduardo Salvio            |
| 11 | Messico (bandiera)   | C     | Carlos Gutiérrez          |
| 12 | Messico (bandiera)   | C     | César Huerta              |
| 15 | Messico (bandiera)   | C     | Ulises Rivas              |
| 16 | Messico (bandiera)   | D     | Adrián Aldrete            |
| 19 | Messico (bandiera)   | C     | Jesús Molina              |
| 21 | Argentina (bandiera) | A     | Gustavo Del Prete         |
| 23 | Argentina (bandiera) | D     | Nicolás Freire (capitano) |
| 25 | Messico (bandiera)   | D     | Arturo Ortíz              |

| N.  |                     | Ruolo | Calciatore         |
| --- | ------------------- | ----- | ------------------ |
| 26  | Uruguay (bandiera)  | P     | Sebastián Sosa     |
| 27  | Messico (bandiera)  | A     | Emanuel Montejano  |
| 30  | Messico (bandiera)  | D     | Édgar Alaffita     |
| 35  | Messico (bandiera)  | C     | Jorge Ruvalcaba    |
| 186 | Messico (bandiera)  | C     | Pablo Monroy       |
| 189 | Messico (bandiera)  | D     | Jesús Rivas        |
| 193 | Messico (bandiera)  | D     | Héctor Ramírez     |
| 194 | Messico (bandiera)  | C     | Santiago Trigos    |
| 195 | Colombia (bandiera) | C     | José Caicedo       |
| 201 | Messico (bandiera)  | A     | Alek Álvarez       |
| 203 | Messico (bandiera)  | A     | José Navarro       |
| 208 | Messico (bandiera)  | A     | Gael Montiel       |
| --  | Brasile (bandiera)  | D     | Dani Alves         |
| --  | Messico (bandiera)  | P     | Gil Alcalá         |
| --  | Messico (bandiera)  | C     | Leonel López       |
| --  | Messico (bandiera)  | D     | Jerónimo Rodríguez |
| --  | Messico (bandiera)  | A     | Efraín Velarde     |

## Calciomercato

### Sessione estiva
| Acquisti | Acquisti          | Acquisti         | Acquisti                            |
| R.       | Nome              | da               | Modalità                            |
| -------- | ----------------- | ---------------- | ----------------------------------- |
| A        | Gustavo Del Prete | Estudiantes (LP) | acquisto definitivo (4,3 milioni €) |
| A        | Eduardo Salvio    | Boca Juniors     | acquisto definitivo (gratuito)      |
| D        | Adrián Aldrete    | Cruz Azul        | acquisto definitivo (gratuito)      |
| D        | Dani Alves        | Barcellona       | acquisto definitivo (gratuito)      |
| A        | César Huerta      | Guadalajara      | acquisto definitivo (gratuito)      |
| C        | Higor Meritão     | Ferroviária      | rinnovo prestito (30.6.2023)        |
| P        | Gil Alcalá        | Club Tijuana     | acquisto definitivo (gratuito)      |
| A        | Diogo             | Plaza Colonia    | prestito                            |

| Cessioni | Cessioni          | Cessioni         | Cessioni                            |
| R.       | Nome              | a                | Modalità                            |
| -------- | ----------------- | ---------------- | ----------------------------------- |
| D        | Alan Mozo         | Guadalajara      | cessione definitiva (1,8 milioni €) |
| A        | Rogério           | CSA              | cessione definitiva (gratuita)      |
| A        | Sebastián Saucedo | Toluca           | cessione definitiva (gratuita)      |
| P        | Alfredo Talavera  | Juárez           | cessione definitiva (gratuita)      |
| C        | Favio Álvarez     | Talleres (C)     | fine prestito (31.12.2023)          |
| C        | Higor Meritão     | Ferroviária      | fine prestito (30.6.2022)           |
| A        | Washington Corozo | Sporting Cristal | fine prestito (30.6.2022)           |

### Sessione invernale
| Acquisti | Acquisti         | Acquisti      | Acquisti                       |
| R.       | Nome             | da            | Modalità                       |
| -------- | ---------------- | ------------- | ------------------------------ |
| P        | Sebastián Sosa   | Independiente | acquisto definitivo (gratuito) |
| C        | Jesús Molina     | Guadalajara   | acquisto definitivo (gratuito) |
| D        | Jonathan Sánchez | Atlante       | acquisto definitivo            |
| C        | Ulises Rivas     | svincolato    | acquisto definitivo            |

| Cessioni | Cessioni           | Cessioni     | Cessioni                       |
| R.       | Nome               | a            | Modalità                       |
| -------- | ------------------ | ------------ | ------------------------------ |
| C        | Leonel López       | Club Tijuana | cessione definitiva (gratuita) |
| D        | Jerónimo Rodríguez |              | svincolato                     |
| D        | Efraín Velarde     |              | svincolato                     |
| P        | Gil Alcalá         | Club Tijuana | fine prestito                  |
| D        | Dani Alves         |              | svincolato                     |

## Risultati
Dati aggiornati al 29 aprile 2023.

### Liga MX -Apertura 2022

#### Fase regolare
| Arbitro: | Escobedo |

|           |           |               |
| Diogo 50’ | Marcatori | 11’ Rodríguez |

| Arbitro: | Lopez |

|                                        |           |                                     |
| Di Yorio 52’ Campbell 58’ Di Yorio 78’ | Marcatori | 4’ Dinenno 45’ Del Prete 51’ Salvio |

| Arbitro: | Quintero |

|             |           |  |
| Aldrete 17’ | Marcatori |  |

| Pachuca 24 luglio 2022, ore 18:00 UTC-6 4ª giornata | Pachuca  | 0 – 0 referto | Pumas UNAM | El Huracán\| Arbitro: \| González \| |
| Arbitro:                                            | González |               |            |                                      |

| Arbitro: | Enrique |

|            |           |           |
| Freire 89’ | Marcatori | 74’ Bello |

| Arbitro: | Montaño |

|               |           |                   |
| Rodríguez 43’ | Marcatori | 45’ (aut.) Freire |

| Arbitro: | Escobedo |

|  |           |                                       |
|  | Marcatori | 38’ Valdés 57’ Rodríguez 78’ Zendejas |

| Arbitro: | Macías |

|                                                  |           |                             |
| Hernández 31’ (rig.) Hernández 55’ Hernández 59’ | Marcatori | 6’ (rig.) Salvio 23’ Salvio |

| Arbitro: | Antonio |

|             |           |                                                                        |
| Dinenno 79’ | Marcatori | 29’ Preciado 39’ Preciado 42’ (rig.) Gorriarán 50’ Brunetta 78’ Suárez |

| Arbitro: | Mejía |

|             |           |              |
| Dinenno 47’ | Marcatori | 90+6’ Gignac |

| Arbitro: | Montaño |

|                                       |           |          |
| Orozco 15’ Vega 38’ Alcalá 40’ (aut.) | Marcatori | 3’ Diogo |

| Guadalajara 3 settembre 2022, ore 19:05 UTC-6 12ª giornata | Atlas     | 0 – 0 referto | Pumas UNAM | Stadio Jalisco\| Arbitro: \| Santander \| |
| Arbitro:                                                   | Santander |               |            |                                           |

| Arbitro: | Ramos |

|                                                    |           |  |
| Salvio 24’ Dinenno 62’ Dinenno 68’ Ruvalcaba 90+3’ | Marcatori |  |

| Arbitro: | Gómez |

|                         |           |                            |
| Meneses 65’ Meneses 77’ | Marcatori | 36’ Dinenno 90+6’ González |

| Arbitro: | Guerrero |

|           |           |                          |
| Diogo 65’ | Marcatori | 26’ Huescas 45’ Carneiro |

| Arbitro: | Escobedo |

|                              |           |            |
| Cortizo 6’ Freire 29’ (aut.) | Marcatori | 83’ Salvio |

| Arbitro: | Huitrón |

|                                      |           |           |
| Dueñas 4’ Fernández 41’ Medina 90+6’ | Marcatori | 33’ Diogo |

### Liga MX -Clausura 2023

#### Fase regolare
| Arbitro: | Macías |

|                               |           |            |
| Salvio 78’ Dinenno 88’ (rig.) | Marcatori | 31’ Medina |

| Arbitro: | Santander |

|                                    |           |  |
| Medina 16’ Medina 62’ Preciado 87’ | Marcatori |  |

| Arbitro: | Morales |

|                                                  |           |              |
| Del Prete 9’ Diogo 45+4’ Dinenno 59’ Dinenno 87’ | Marcatori | 27’ Di Yorio |

| Tijuana 27 gennaio 2023, ore 19:05 UTC-8 4ª giornata | Club Tijuana | 0 – 0 referto | Pumas UNAM | Stadio Caliente\| Arbitro: \| Rosario \| |
| Arbitro:                                             | Rosario      |               |            |                                          |

| Arbitro: | Huitrón |

|                         |           |                         |
| Dinenno 36’ Diogo 45+6’ | Marcatori | 43’ Lozano 87’ Quiñones |

| Arbitro: | Gómez |

|                                                            |           |                           |
| Ibáñez 12’ Galindo 24’ (aut.) Gignac 44’ (rig.) Gignac 90’ | Marcatori | 16’ Del Prete 65’ Dinenno |

| Arbitro: | Guerrero |

|                                  |           |            |
| Méndez 2’ Méndez 6’ Oliveros 84’ | Marcatori | 40’ Freire |

| Arbitro: | Ortíz |

|             |           |                      |
| Dinenno 76’ | Marcatori | 6’ Ríos 33’ Cisneros |

| Arbitro: | Basualto |

|               |           |                        |
| Benedetti 44’ | Marcatori | 50’ Salvio 75’ Dinenno |

| Arbitro: | Ramos |

|                          |           |                                                      |
| Del Prete 11’ Salvio 69’ | Marcatori | 31’ O. Fernández 33’ Robles 85’ Robles 90’ Mancuello |

| Arbitro: | Huitrón |

|              |           |  |
| Escoboza 84’ | Marcatori |  |

| Arbitro: | Cáceres |

|  |           |                        |
|  | Marcatori | 56’ Castillo 80’ Isais |

| Arbitro: | Escobedo |

|              |           |  |
| Barbieri 86’ | Marcatori |  |

| Arbitro: | García |

|                                     |           |            |
| Rivas 4’ Huerta 32’ Ruvalcaba 90+3’ | Marcatori | 2’ Murillo |

| Arbitro: | Montaño |

|                                  |           |                 |
| Dinenno 2’ Huerta 38’ Salvio 44’ | Marcatori | 31’ C. González |

| Arbitro: | Ramos |

|                   |           |            |
| Martín 73’ (rig.) | Marcatori | 68’ Freire |

| Arbitro: | Macías |

|                                                                    |           |               |
| A. González 2’ Funes Mori 17’ (rig.) Funes Mori 22’ Funes Mori 27’ | Marcatori | 45’ Del Prete |

## Statistiche
Dati aggiornati al 29 aprile 2023..

### Statistiche di squadra
| Competizione | Punti | In casa | In casa | In casa | In casa | In casa | In casa | In trasferta | In trasferta | In trasferta | In trasferta | In trasferta | In trasferta | Totale | Totale | Totale | Totale | Totale | Totale | DR  |
| Competizione | Punti | G       | V       | N       | P       | Gf      | Gs      | G            | V            | N            | P            | Gf           | Gs           | G      | V      | N      | P      | Gf     | Gs     | DR  |
| ------------ | ----- | ------- | ------- | ------- | ------- | ------- | ------- | ------------ | ------------ | ------------ | ------------ | ------------ | ------------ | ------ | ------ | ------ | ------ | ------ | ------ | --- |
| Apertura     | 14    | 9       | 2       | 4       | 3       | 11      | 15      | 9            | 0            | 3            | 6            | 10           | 17           | 18     | 2      | 8      | 8      | 21     | 32     | -11 |
| Clausura     | 18    | 8       | 4       | 1       | 3       | 17      | 14      | 9            | 1            | 2            | 7            | 7            | 18           | 17     | 5      | 3      | 9      | 24     | 32     | -8  |
| Totale       | -     | 17      | 6       | 5       | 6       | 28      | 29      | 18           | 1            | 5            | 13           | 17           | 35           | 35     | 7      | 11     | 17     | 45     | 64     | -19 |

### Statistiche individuali
| Giocatore     | Apertura | Apertura | Apertura    | Apertura   | Clausura | Clausura | Clausura    | Clausura   | Totale   | Totale | Totale      | Totale     |
| Giocatore     | Presenze | Reti     | Ammonizioni | Espulsioni | Presenze | Reti     | Ammonizioni | Espulsioni | Presenze | Reti   | Ammonizioni | Espulsioni |
| ------------- | -------- | -------- | ----------- | ---------- | -------- | -------- | ----------- | ---------- | -------- | ------ | ----------- | ---------- |
| É. Alaffita   | 0        | 0        | 0           | 0          | 2        | 0        | 0           | 0          | 2        | 0      | 0           | 0          |
| A. Aldrete    | 9        | 1        | 1           | 1          | 9        | 0        | 2           | 0          | 18       | 1      | 3           | 1          |
| A. Álvarez    | 0        | 0        | 0           | 0          | 11       | 0        | 0           | 0          | 11       | 0      | 0           | 0          |
| P. Bennevendo | 16       | 0        | 2           | 0          | 12       | 0        | 0           | 0          | 28       | 0      | 2           | 0          |
| J. Caicedo    | 8        | 0        | 1           | 0          | 6        | 0        | 1           | 0          | 14       | 0      | 2           | 0          |
| G. Del Prete  | 17       | 1        | 3           | 0          | 15       | 4        | 2           | 1          | 32       | 5      | 5           | 1          |
| Diogo         | 16       | 4        | 3           | 0          | 15       | 2        | 0           | 1          | 31       | 6      | 3           | 1          |
| J. Dinenno    | 17       | 6        | 3           | 0          | 17       | 8        | 4           | 0          | 34       | 14     | 7           | 0          |
| N. Freire     | 17       | 1        | 5           | 1          | 15       | 2        | 3           | 0          | 32       | 3      | 8           | 1          |
| J. Galindo    | 7        | 0        | 1           | 0          | 7        | 0        | 4           | 0          | 14       | 0      | 5           | 0          |
| M. García     | 12       | 0        | 0           | 0          | 3        | 0        | 1           | 0          | 15       | 0      | 1           | 0          |
| J. González   | 15       | -27 (1)  | 1           | 0          | 7        | -7       | 0           | 0          | 22       | -34    | 1           | 0          |
| C. Gutiérrez  | 8        | 0        | 3           | 0          | 7        | 0        | 0           | 0          | 15       | 0      | 3           | 0          |
| Higor Meritão | 12       | 0        | 3           | 0          | 12       | 0        | 3           | 1          | 24       | 0      | 6           | 1          |
| C. Huerta     | 13       | 0        | 2           | 0          | 13       | 2        | 3           | 1          | 26       | 2      | 5           | 1          |
| J. Molina     | 0        | 0        | 0           | 0          | 14       | 0        | 1           | 0          | 14       | 0      | 1           | 0          |
| P. Monroy     | 0        | 0        | 0           | 0          | 10       | 0        | 5           | 0          | 10       | 0      | 5           | 0          |
| E. Montejano  | 0        | 0        | 0           | 0          | 0        | 0        | 0           | 0          | 0        | 0      | 0           | 0          |
| G. Montiel    | 0        | 0        | 0           | 0          | 2        | 0        | 0           | 0          | 2        | 0      | 0           | 0          |
| J. Navarro    | 1        | 0        | 1           | 0          | 0        | 0        | 0           | 0          | 1        | 0      | 1           | 0          |
| A. Ortíz      | 9        | 0        | 3           | 0          | 13       | 0        | 2           | 1          | 22       | 0      | 5           | 1          |
| H. Ramírez    | 0        | 0        | 0           | 0          | 2        | 0        | 0           | 1          | 2        | 0      | 0           | 1          |
| J. Rivas      | 1        | 0        | 0           | 0          | 11       | 1        | 1           | 0          | 12       | 1      | 1           | 0          |
| J. Ruvalcaba  | 13       | 1        | 3           | 0          | 9        | 1        | 0           | 0          | 22       | 2      | 3           | 0          |
| E. Salvio     | 13       | 5        | 0           | 0          | 14       | 4        | 1           | 0          | 27       | 9      | 1           | 0          |
| J. Sánchez    | 0        | 0        | 0           | 0          | 7        | 0        | 2           | 0          | 7        | 0      | 2           | 0          |
| S. Sosa       | 0        | 0        | 0           | 0          | 12       | -24      | 4           | 0          | 12       | -24    | 4           | 0          |
| S. Trigos     | 2        | 0        | 0           | 0          | 10       | 0        | 0           | 0          | 12       | 0      | 0           | 0          |
| G. Alcalá     | 2        | -3       | 0           | 0          | 0        | 0        | 0           | 0          | 2        | -3     | 0           | 0          |
| Dani Alves    | 12       | 0        | 3           | 0          | 0        | 0        | 0           | 0          | 12       | 0      | 3           | 0          |
| L. López      | 14       | 0        | 6           | 0          | 0        | 0        | 0           | 0          | 14       | 0      | 6           | 0          |
| J. Rodríguez  | 11       | 1        | 1           | 0          | 0        | 0        | 0           | 0          | 11       | 1      | 1           | 0          |
| E. Velarde    | 7        | 0        | 0           | 0          | 0        | 0        | 0           | 0          | 7        | 0      | 0           | 0          |